# 282 Clorinde
282 Clorinde este un asteroid din centura principală, descoperit pe 28 ianuarie 1889, de Auguste Charlois.